# Annisa Trihapsari
Annisa Trihapsari (anciennement connue comme Annisa Tribanowati) est une actrice indonésienne de soap opéra, dont la célébrité a été fortement médiatiser par ses scandales matrimoniaux.

## Filmographie

### Télévision
- Mawar Sejati Mawar Berduri
- Love in Bombay
- Dian & Lisa
- Yusra dan Yumna
- Karunia
- Senyuman Ananda
- Anak-Anak Manusia
- Tukang Bubur Naik Haji The Series

### Cinéma
- 2005 : Missing